# Psophodes cristatus
Psophodes cristatus  (лат.) — вид птиц семейства Psophodidae.
Эндемик Австралии. Ареал вида занимает почти всю территорию Большого Артезианского бассейна (юго-восточная часть материка). Живёт в местностях с зарослями кустарников маревых и акаций.
Птица среднего размера, длиной 18—21 см и массой 31—64 г. Тело крепкое, с округлой головой, коротким, клиновидным клювом, крепкими ногами и длинным хвостом с прямым концом. На голове есть хохолок. Верхняя часть тела красновато-коричневой окраски, нижняя — серой. Клюв и ноги чёрные.
Наземная птица, летает редко и неохотно. Активна днём. Держится в одиночку или парами, реже небольшими стайками. Питается насекомыми, на которых охотится на земле, реже семенами и ягодами. О репродуктивных привычках вида данных нет. Сезон размножения длится с июля по май. Моногамный вид. Чашеобразное гнездо строит на разветвлении ветвей кустарников на высоте не более трёх метров. В кладке 2—3 яйца. Инкубация длится 20 дней. О птенцах заботятся оба родителя.